# Seznam hrvaških poslovnežev
Seznam hrvaških poslovnežev.

## A
- Vladimir Arko

## B
- Pasko Baburica (Čile)
- Mirko Barišić
- Viljem Bizjak (kasneje "Kraš")
- John Blazevic
- Stephen Boskovich
- Stipe Bubalo

## G
- Tadich Grill
- Victor Grinich

## H
- Miljenko & Tihomir Hacek
- Bojan & Daria Hlača

## J
- Ignaz Jellenz (Ignac Jelenc) (1833-1913) &sin Rudolf
- Izabel Jelenić

## K
- Franjo Kajfež
- Tomislav Knezović
- Jay Kordich
- Silvio & Robert Kutić
- Miroslav Kutle

## L
- Ilija Letica
- Dragutin (Karlo) Lobe (1833-1924) & sin Miroslav Lobe (1861-1939) - pivovarja (Ožujsko pivo)
- Andronico Luksic
- Anthony Maglica
- Antony Lucich-Lucas

## M
- (Milan Mandarić)
- Boris Mikšić
- Marko Narančić

## O
- Stjepan Orešković
- Tihomir Orešković

## P
- Jack Pandol
- Ninoslav Pavić
- Ivo Pukanić
- Mario Puretic

## R
- Mario Radić
- Ante Ramljak
- Mate Rimac
- Branko Roglić

## S
- Jure Sola

## T
- Emil Tedeschi
- Ivica Todorić

## V
- Nadan Vidošević
- Ante Vlahović
- Pavao Vujnovac